# Bart Simpson's Treehouse of Horror
Bart Simpson's Treehouse of Horror, conocida en España como «La cabaña del terror de Bart Simpson», fue una serie de cómic estadounidense, de temática humorística y terror paródico. Fue uno de los múltiples spin-offs de Simpson Comics y uno de los más importantes de la misma.
Editada por la ya desaparecida Bongo Cómics Group y de periodicidad anual, esta serie era similar a los populares
especiales de Halloween de la serie televisiva, pero en este caso, con dos historias en lugar de tres. En esta serie participaron diferentes dibujantes y artistas invitados que desarrollaron historias en novedosos y diferentes estilos gráficos propios de cada uno de ellos, otorgando a la serie una personalidad propia y diferente.

## Estructura
Cada número de la serie contenía dos historias cortas de temática terrorífica, pero con un marcado sentido del humor. La serie presentaba a los personajes de Simpson Comics en situaciones terroríficas, que en ocasiones suponían parodias de lugares comunes o géneros de terror. Durante los trece números que duró, en ella trabajaron dibujantes ajenos a Bongo, que, cada uno a su estilo, desarrollaron historias para la misma. 
- Datos: Q5091064